# موضي بنت سعد بن عبد الله الدهلاوي
موضي بنت سعد بن عبدالله الدهلاوي، عاشت في حقبة شهدت خلالها منطقة وسط شبة الجزيرة العربية تغييرات سياسية ودينية حاسمة، تمثلت في تنامي قوة الدولة السعودية الأولى، وانتشار الدعوة السلفية، وما أدى إليه ذلك من صراع مع القوى المناوئة لهما؛ فقد تميزت موضي بقصائدها العاطفية والحماسية التي يحفل بعضها بمعاني تدل على الاعتزاز والولاء للدولة السعودية، وتداول قصائدها الرواة وأورد بعضها المهتمون بجمع الشعر الشعبي.

## أسرتها وحياتها
والدها هو سعد بن عبدالله بن شارخ الدهلاوي ينتمي إلى أسرة آل أبا الحصين من قبيلة العجمان، وقد تولى إمارة الرس في الفترة من 1180-1230هـ/1766-1815م، مثل أسلافه الذين حكموها في القرنين الثاني عشر وأوائل الثالث عشر الهجريين؛ فكان لأسرتها مكانة مرموقة، وتميزت بصفات من بينها الجمال والذكاء والشجاعة جعلتها هذه الصفات تحظى بمكانة عالية عند البادية والحاضرة، مما دفع بكثير من شيوخ القبائل في تلك الفترة إلى الرغبة في الزواج منها؛ فتزوجت جديع بن منديل بن هذال العنزي، الذي يُعد من أشهر زعماء قبيلة عنزة، وكان زواجها منه برغبتها رغم تردد أهلها في قبوله.

## أبيات من شعرها
قصيدة قالتها في زوجها تعبر فيها عن شوقها له، وتناقلها الرواة فذاعت وانتشرت بين الناس؛ فأزعج ذلك زوجها الذي شعر بالغيرة والحرج فأقدم على طلاقها، منها الأبيات التالية:
رغم طلاقها من زوجها ابن هذال ظلت تحمل داخلها الأعجاب به، وعند مقتله بمعركة كير عام 1195هـ/1781م؛ فقد رثته بهذه الأبيات:
قصيدة حماسية قالتها لتحفيز وحث المدافعين عن الرس على الصمود والتصدي للجيش الغازي ومواجهة حصار إبراهيم باشا سنة 1232هـ/1817م، قالت فيها: